# Liste der SPNV-Linien im Saarland
Dieser Artikel listet alle Schienenpersonennahverkehrslinien im Saarland auf. Kursiv gesetzte Orte im Linienweg liegen außerhalb des Saarlandes.

## Liste
| Linie | Linienbezeichnung                                         | Netz                          | Linienweg | Takt                                                                   | KBS           | Betreiber      | Fahrzeuge | Baldige Änderungen |
| ----- | --------------------------------------------------------- | ----------------------------- | --- | ---------------------------------------------------------------------- | ------------- | -------------- | --- | --- |
| RE 1  | Südwest-Express                                           | SÜWEX                         | Koblenz – Trier – Mettlach – Saarbrücken – Kaiserslautern – Mannheim (– Heidelberg)                                | 60 min                                                                 | 670, 685, 690 | DB Regio Mitte | 1–2x Stadler Flirt 3 (Elektrotriebwagen, 429.1, 160 km/h) | Neuausschreibung zum Fahrplanwechsel 2029                                                                                           |
| RE 3  | Nahe-Express                                              | DNSW                          | Saarbrücken – Türkismühle – Bad Kreuznach – Mainz – Frankfurt Flughafen – Frankfurt Hbf                            | 60 min (Mainz) 120 min (Frankfurt)                                     | 471, 680      | Vlexx          | 1–4 × LINT 54/81 (Dieseltriebwagen, 140 km/h) | |
| RE 16 | Trier-Lorraine-Express (verkehrt nur Samstag und Sonntag) | Grenzüberschreitende Verkehre | Trier – Perl – Thionville – Metz                                                                                   | 2× täglich (Sa–So)                                                     | 692           | TER Grand Est  | X 73900 (Dieseltriebwagen der SNCF, 140 km/h) | Neuausschreibung zum Fahrplanwechsel 2027/2028 Neufahrzeug vom Typ Alstom Coradia Polyvalent Damit folgt der 2-Stunden-Takt (Mo–So) |
| RE 18 | Express de Lorraine                                       | Grenzüberschreitende Verkehre | Saarbrücken – Forbach – St. Avold – Metz                                                                           | 60 min                                                                 | 682           | TER Grand Est  | 1–2 × X 73900 (Dieseltriebwagen der SNCF, 140 km/h) | Siehe RE16 Stundentakt bis Metz |
| RE 19 | Express d’Alsace                                          | Grenzüberschreitende Verkehre | Saarbrücken – Sarreguemines – Strasbourg                                                                           | 2× täglich                                                             | 684           | TER Grand Est  | 1–3 × X 73900 (Dieseltriebwagen der SNCF, 140 km/h) | Siehe RE16 2-Stunden-Takt bis Strasbourg                                                                                            |
| RB 68 |                                                           | (West-)PfalzNetz              | Saarbrücken – Einöd – Zweibrücken – Pirmasens                                                                      | 60 min                                                                 | 674           | DB Regio Mitte | 1–2x Siemens Desiro Classic (Dieseltriebwagen, 642, 120 km/h) | Ab Fahrplanwechsel 2025: Einsatz neuer BEMU vom Typ Stadler Flirt (526)                                                             |
| RB 70 |                                                           | ENS-Los 1                     | Merzig – Dillingen – Saarbrücken – Homburg – Kaiserslautern (Mo–Fr) Saarbrücken – Homburg – Kaiserslautern (Sa/So) | 60 min                                                                 | 670, 685      | DB Regio Mitte | 1–2x Alstom Coradia Continental (Elektrotriebwagen, 1440.0, 160 km/h) | |
| RB 71 | Saartal-Bahn                                              | ENS-Los 1                     | Trier – Saarhölzbach – Saarbrücken – Homburg                                                                       | 60 min                                                                 | 670, 685      | DB Regio Mitte | 1–2x Alstom Coradia Continental (Elektrotriebwagen, 1440.0, 160 km/h) | |
| RB 72 | Fischbach-Illtal-Bahn                                     | ENS-Los 2                     | Lebach-Jabach – Illingen – Saarbrücken                                                                             | 60 min                                                                 | 681           | Vlexx          | 1–2x Siemens Desiro Classic (Dieseltriebwagen, 642, 120 km/h) | (Ungenaues Datum) Einsatz umgerüsteter Talent-3 Triebwagen als BEMU                                                                 |
| RB 73 | Sulzbach-Nahetal-Bahn                                     | ENS-Los 2                     | Saarbrücken – St. Wendel (– Türkismühle – Neubrücke)                                                               | Saarbrücken – St. Wendel 30 min (Mo–Sa) St. Wendel – Neubrücke 60 min  | 680           | Vlexx          | 1–2x Bombardier Talent 3 (Elektrotriebwagen, 8442, 160 km/h) | |
| RB 74 |                                                           | ENS-Los 2                     | Illingen – Wemmetsweiler – Neunkirchen – Homburg                                                                   | Homburg – Neunkirchen 20 min (mit RB 76) Neunkirchen – Illingen 60 min | 683           | Vlexx          | Bombardier Talent 3 (Elektrotriebwagen, 8442, 160 km/h) | |
| RB 76 |                                                           | ENS-Los 2                     | Homburg – Neunkirchen – Wemmetsweiler – Saarbrücken                                                                | Einzelne Fahrten (Mo–Fr)                                               | 681, 683      | Vlexx          | Bombardier Talent 3 (Elektrotriebwagen, 8442, 160 km/h) | Im Abschnitt Homburg – Neunkirchen in 20-min-Takt integriert                                                                        |
| RB 77 | Niedtal-Bahn                                              | (West-)PfalzNetz              | Dillingen (Saar) – Niedaltdorf                                                                                     | 60 min                                                                 | 687           | DB Regio Mitte | 1–2x Siemens Desiro Classic (Dieseltriebwagen, 642, 120 km/h) | Ab Fahrplanwechsel 2026: Einsatz neuer BEMU vom Typ Stadler Flirt (526)                                                             |
| RB 82 | Elbling-Express                                           | MoselRB                       | Trier – Nennig – Perl                                                                                              | 60 min                                                                 | 690, 692      | DB Regio Mitte | Plankonzept: Stadler Flirt 3XL (Elektrotriebwagen, Baureihe 3428, 4-Teilig) Als Ersatzkonzept: Bombardier Talent 2 (Elektrotriebwagen, 442.0, 442.2, 160 km/h), Baureihe 425 (Elektrotriebwagen, 4-Teilig) | |
| S 1   | Saarbahn                                                  | Saarbahn                      | Lebach-Jabach – Heusweiler – Riegelsberg – Saarbrücken – Kleinblittersdorf – Hanweiler – Sarreguemines             | 7/15/30/60 min                                                         | 684           | Saarbahn       | Bombardier Flexity Link (Zweisystem-Stadtbahnwagen, 90 km/h) | Einsatz neuer Triebwagen des Typs Stadler CityLink (Teil der VDV-TramTrain Ausschreibung)                                           |
| S 1   | S-Bahn RheinNeckar                                        | S-Bahn RheinNeckar            | Homburg – Kaiserslautern – Ludwigshafen – Mannheim – Heidelberg – Mosbach – Osterburken                            | 60 min                                                                 | 665.1–2       | DB Regio Mitte | 425.2 (Elektrotriebwagen, 140 km/h) | |